# Richard Ng (Schauspieler)

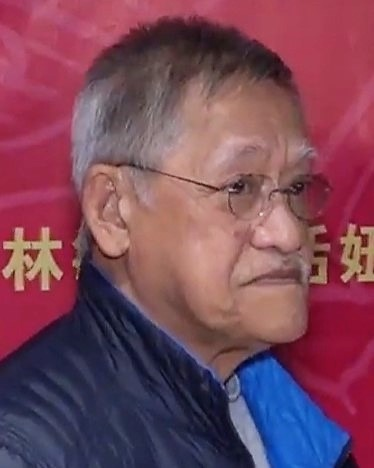
Richard Ng im Jahr 2018

Richard Ng aka Richard Woo (chinesisch 吳耀漢 / 吴耀汉, Pinyin Wú Yàohàn, Jyutping Ng4 Yiu6hon3, kantonesisch Ng Yiu-Hon; * 17. Dezember 1939 in Guangdong; † 9. April 2023) war ein chinesischer Schauspieler, der in über 140 Produktionen mitwirkte. Kurzzeitig war Ng auch als Regisseur, Drehbuchautor und Produzent tätig gewesen.

## Werdegang
Ng verbrachte mehrere Jahre in London, bevor er nach Hongkong zurückkehrte, wo er in den 1970er Jahren als Fernsehschauspieler begann und ein bekannter Filmschauspieler wurde. Für seine Rolle in Winners and Sinners wurde er bei den Hong Kong Film Awards 1984 als bester Schauspieler nominiert, als welcher jedoch Tony Leung Ka-Fai ausgezeichnet wurde. 1997 zog er erneut nach London, wo er verstärkt in Fernsehserien spielt, nachdem er in Hongkong und in der Volksrepublik China in über 80 Spielfilmen mitgewirkt hatte. Er ist der Vater des Schauspielers Carl Ng (吳嘉龍,  Wú Jiālóng, Jyutping Ng4 Gaa1lung4), mit dem er zusammen im britischen Spielfilm Bodyguard – A New Beginning (2008) auftrat.

## Filmografie (Auswahl)

### Spielfilme
- 1974: Der Bulle von Hongkong – Das Geheimnis der 7 goldenen Nadeln
- 1976: Mr. Boo – Erste allgemeine Verunsicherung
- 1977: Winner Takes All (Mianmeng xinjing, 面懵心精)
- 1982: Carry on Pickpocket
- 1983: Winners and Sinners
- 1984: Powerman
- 1984: Pom Pom
- 1984: The Return of Pom Pom
- 1985: Powerman 2
- 1985: Ultra Force 2
- 1985: Tokyo Powerman
- 1985: Mr. Boo meets Pom Pom
- 1985: Those Merry Sous
- 1986: Shanghai Police – Die wüsteste Truppe der Welt
- 1986: From here to Prosperity
- 1986: Lucky Stars goes Places
- 1986: Pom Pom strikes back
- 1987: My Cousin, the Ghost
- 1987: Golden Swallow
- 1987: Dynamite Fighters
- 1987: Mr. Vampire 3
- 1988: Ultra Force 3
- 1988: Mistaken Identity
- 1988: Spooky, Spooky
- 1988: Carry On Hotel
- 1989: Miracles – Der beste Boss der Unterwelt (Keijik)
- 1989: Return of the Lucky Stars
- 1989: Little Cop
- 1990: Roter Staub
- 1991: Slickers Vs Killers
- 1991: Gambling Ghost
- 1992: Banana Spirit
- 1992: Hongkong Powerman
- 1992: Saviour of the Soul II
- 1993: Future Cops
- 1993: Kung Fu Cult Master
- 1995: Don’t Give a Damn
- 1996: How to Meet the Lucky Stars
- 1996: Ah Kam
- 1997: Once Upon a Time in China and America
- 1998: The Pale Sky
- 2000: Jiang Hu: The Triad Zone
- 2003: Lara Croft: Tomb Raider – Die Wiege des Lebens (als Richard Woo)
- 2005: Legend of the Dragon
- 2007: The Great Wall of China
- 2008: Bodyguard – A New Beginning
- 2009: Die Echelon-Verschwörung
- 2010: Detective Dee und das Geheimnis der Phantomflammen
- 2013: Rigor Mortis – Leichenstarre
- 2015: Already Tomorrow in Hong Kong
- 2016: Skiptrace
- 2017: Bio Raiders
- 2018: A House of Happiness
- 2018: Chinatown: The Three Shelters
- 2019: Go Back to China
- 2019: Walk with me
- 2019: The Invincible Dragon

### Fernsehserien
- 2002: River City (1 Episode)
- 2005: The Bill (1 Episode)
- 2006: Genie in the House (2 Episoden)

### Produzent
- 1977: Winner Takes All (Mianmeng xinjing, 面懵心精)

### Regie
- 1979: Murder Most Foul